# PicoSQL
PicoSQL è un database relazionale client/server che supporta il linguaggio SQL. Le sue caratteristiche principali rispetto ai prodotti concorrenti sono la compattezza, il basso utilizzo di memoria e risorse e la semplicità di installazione e configurazione. Nonostante questo PicoSQL supporta il linguaggio SQL con tutte le sue caratteristiche, gestisce alti livelli di concorrenza e le transazioni.
Lo ha sviluppato completamente la Picosoft di Pisa e deriva da un driver ODBC(tm) della stessa società che permette di interrogare i file a indice prodotti da applicazioni scritte in COBOL utilizzando strumenti di query e reportistica creati per accedere a database relazionali, come MS-Access (tm), Excel(tm), Crystal report(tm) ecc.
Trasformare questo driver in un DB è stato relativamente semplice, per cui l'azienda ha deciso di renderlo disponibile come Open Source. L'idea è che, se il prodotto incontra il favore della comunità, possano nascere opportunità di lavoro in termini di supporto del prodotto e personalizzazioni per coloro che intendono usarlo in ambienti di produzione. Data la sua 'leggerezza' e modularità, PicoSQL può essere facilmente adattato per praticamente qualsiasi sistema, dal pocket-pc al mainframe.